# Ľuboš Podstupka
Ľuboš Podstupka (Bratislava, Checoslovaquia, 25 de septiembre de 1972) es un deportista eslovaco que compitió en remo. Ganó una medalla de bronce en el Campeonato Mundial de Remo de 2000, en la prueba de scull individual ligero.

## Palmarés internacional
| Campeonato Mundial | Campeonato Mundial | Campeonato Mundial | Campeonato Mundial      |
| Año                | Lugar              | Medalla            | Prueba                  |
| ------------------ | ------------------ | ------------------ | ----------------------- |
| 2000               | Zagreb (Croacia)   | Medalla de bronce  | Scull individual ligero |